# Don Fagerquist
Donald A. Fagerquist fue un trompetista norteamericano de jazz, nacido en Worcester (Massachusetts), el 6 de febrero de 1927, y fallecido en Los Ángeles (California), el 24 de enero de 1974.
De formación autodidacta, se inició con la big band de Mal Hallett. Durante los años 40, toca en las bandas de Gene Krupa (1944-1945), Artie Shaw y Les Brown. Después, acompaña a anita O'Day y, en 1954, forma parte de la orquesta de Woody Herman. Toca también con Dave Pell y lidera su propio grupo, hasta 1957. En esta época, la cima de su carrera, se convierte en figura esencial de la escena West Coast jazz, tocando con Shelly Manne, John Graas y Bob Cooper, entre otros. 
El reconocimiento general que obtiene su forma de tocar, le lleva a convertirse en músico de estudio de la Paramount, así como a tocar en las bandas de Ray Charles, Frank Sinatra y Hoagy Carmichael. A partir de los primeros años 60, comienza a desaparecer de los circuitos, dedicándose casi por entero a las grabaciones de estudio, hasta su fallecimiento.
Su estilo estaba determinado por un asombroso sentido de la melodía y un arte especial en la construcción de frases, con sonoridad elegante, clara, pura y frágil.